# Porcellio alpinus
Porcellio alpinus là một loài chân đều trong họ Porcellionidae. Loài này được Mulaik & Mulaik miêu tả khoa học năm 1943.